# Comuna Novo Selo, Vidin
Obștina Novo Selo (comuna Novo Selo) este o unitate administrativă în regiunea Vidin din Bulgaria. Cuprinde un număr de 5 localități (sate). Reședința sa este satul Novo Selo.

## Sate componente
- Florentin
- Negovanovți
- Novo Selo
- Vinarovo
- Iasen

## Demografie
Componența etnică a comunei Novo Selo
     Romi (2,34%)
     Bulgari (95,13%)
     Nicio identificare (1,87%)
     Altele (0,63%)
La recensământul din 2011, populația comunei Novo Selo era de 2.979 locuitori. Din punct de vedere etnic, majoritatea locuitorilor (95,13%) erau bulgari, cu o minoritate de romi (2,34%). Pentru 1,87% din locuitori nu este cunoscută apartenența etnică.